# Sarāb-e Shūhān
Sarāb-e Shūhān (persiska: شالِه شوری, شال شوری, Shāleh Shūrī, سَرَب شُّهَن, سراب شوهان) är en ort i Iran.   Den ligger i provinsen Kermanshah, i den västra delen av landet, 500 km väster om huvudstaden Teheran. Sarāb-e Shūhān ligger 1 338 meter över havet och antalet invånare är 204.
Terrängen runt Sarāb-e Shūhān är kuperad åt nordost, men åt sydväst är den platt. Runt Sarāb-e Shūhān är det ganska tätbefolkat, med 60 invånare per kvadratkilometer. Närmaste större samhälle är Toveh Sorkhak-e Soflá, 3,5 km sydost om Sarāb-e Shūhān. Omgivningarna runt Sarāb-e Shūhān är i huvudsak ett öppet busklandskap.